# 절대 수렴
해석학에서 절대 수렴(絶對收斂, 영어: absolute convergence)은 급수가 각 항에 절댓값을 취하였을 때 수렴하는 성질이다. 만약 어떤 실수항 또는 복소수항 급수가 절대 수렴한다면, 원래의 급수 역시 수렴한다.

## 실수항 또는 복소수항 급수

### 정의
{\displaystyle \mathbb {K} \in \{\mathbb {R} ,\mathbb {C} \}}가 실수체 또는 복소수체라고 하자.
{\displaystyle \mathbb {K} } 항의 급수 {\displaystyle \textstyle \sum _{n=0}^{\infty }x_{n}} ({\displaystyle x_{n}\in \mathbb {K} })가 주어졌을 때, 만약 각 항에 절댓값을 취하여 얻는 음이 아닌 실수 항의 급수가 수렴한다면, 즉
{\displaystyle \sum _{n=0}^{\infty }|x_{n}|<\infty }
라면, 원래의 급수 {\displaystyle \textstyle \sum _{n=0}^{\infty }x_{n}}가 절대 수렴한다고 한다.

### 성질
{\displaystyle \mathbb {K} } 항의 급수 {\displaystyle \textstyle \sum _{n=0}^{\infty }x_{n}} ({\displaystyle x_{n}\in \mathbb {K} })가 주어졌다고 하자.
만약 {\displaystyle \textstyle \sum _{n=0}^{\infty }x_{n}}이 절대 수렴한다면, 원래의 급수 역시 수렴한다 (절대 수렴 판정법, 絶對收斂判定法, 영어: absolute convergence test). 그러나 그 역은 성립하지 않는다. {\displaystyle \mathbb {K} } 항의 급수가 수렴하지만 절대 수렴하지 않는다면, 조건 수렴한다고 한다. 또한, 임의의 순열 {\displaystyle \sigma \in \operatorname {Sym} (\{0,1,2,\dots \})}에 대하여, 그 순열을 통해 항을 재배열하여 얻는 급수 {\displaystyle \textstyle \sum _{n=0}^{\infty }x_{\sigma (n)}} 역시 수렴하며, 합은 원래의 급수와 같다.:5, §1.1, Theorem 1.1.2 이는 임의의 바나흐 공간 또는 프레셰 공간 위에서도 성립한다.
증명:
실수항 급수 {\displaystyle \textstyle \sum _{n=0}^{\infty }x_{n}} ({\displaystyle x_{n}\in \mathbb {R} })가 절대 수렴한다고 가정하자. 그렇다면, 임의의 자연수 {\displaystyle n\in \mathbb {N} }에 대하여 {\displaystyle 0\leq x_{n}+|x_{n}|\leq 2|x_{n}|}이므로, 임의의 자연수 {\displaystyle n\in \mathbb {N} }에 대하여
{\displaystyle \sum _{k=0}^{n}(x_{k}+|x_{k}|)\leq 2\sum _{k=0}^{n}|x_{k}|}
이다. 따라서
{\displaystyle \sum _{k=0}^{\infty }(x_{k}+|x_{k}|)\leq 2\sum _{k=0}^{\infty }|x_{k}|<\infty }
이다. 즉, {\displaystyle \textstyle \sum _{k=0}^{\infty }(x_{k}+|x_{k}|)}는 수렴한다. {\displaystyle \textstyle \sum _{k=0}^{\infty }|x_{k}|} 역시 수렴하므로, {\displaystyle \textstyle \sum _{k=0}^{\infty }x_{k}}는 수렴한다.
만약 {\displaystyle \textstyle \sum _{n=0}^{\infty }x_{n}}이 조건 수렴한다면, {\displaystyle \textstyle \sum _{n=0}^{\infty }x_{\sigma (n)}}이 발산하게 되는 순열 {\displaystyle \sigma \in \operatorname {Sym} (\{0,1,2,\dots \})}이 존재한다.
만약 {\displaystyle \mathbb {K} =\mathbb {R} }이며, {\displaystyle \textstyle \sum _{n=0}^{\infty }x_{n}}이 조건 수렴한다면, 임의의 확장된 실수 {\displaystyle s\in [-\infty ,\infty ]}에 대하여, {\displaystyle \textstyle \sum _{n=0}^{\infty }x_{\sigma (n)}=s}이게 되는 순열 {\displaystyle \sigma \in \operatorname {Sym} (\{0,1,2,\dots \})}이 존재한다 (리만 재배열 정리).:6, §1.1, Theorem 1.1.3

## 노름 공간 위의 급수

### 정의
{\displaystyle \mathbb {K} }-노름 공간 {\displaystyle (X,\Vert \cdot \Vert )} 위의 급수 {\displaystyle \textstyle \sum _{n=0}^{\infty }x_{n}} ({\displaystyle x_{n}\in X})가 주어졌을 때, 만약 각 항에 노름을 취하여 얻는 음이 아닌 실수 항의 급수가 수렴한다면, 즉
{\displaystyle \sum _{n=0}^{\infty }\Vert x_{n}\Vert <\infty }
라면, 원래의 급수 {\displaystyle \textstyle \sum _{n=0}^{\infty }x_{n}}가 절대 수렴한다고 한다.

### 성질
바나흐 공간 위의 모든 절대 수렴 급수는 무조건 수렴하며, 특히 (통상적인 의미에서) 수렴한다.:9, §1.3 유한 차원 노름 공간 위의 모든 무조건 수렴 급수는 절대 수렴한다.:10, §1.3, Theorem 1.3.5 이에 따라, 유한 차원 바나흐 공간 위에서 절대 수렴은 무조건 수렴과 동치이다. 무한 차원 바나흐 공간 위에는 무조건 수렴하지만 절대 수렴하지 않는 급수가 존재한다 (드보레츠키-로저스 정리).:48, §4.1, Theorem 4.1.1:184, §IV.10, (10.7), Corollary 3

## 위상 벡터 공간 위의 급수

### 정의
하우스도르프 {\displaystyle \mathbb {K} }-국소 볼록 공간 {\displaystyle X} 위의 급수 {\displaystyle \textstyle \sum _{n=0}^{\infty }x_{n}} ({\displaystyle x\in X})가 주어졌을 때, 만약 임의의 연속 반노름 {\displaystyle \nu \colon X\to [0,\infty )}에 대하여,
{\displaystyle \sum _{n=0}^{\infty }\nu (x_{n})<\infty }
라면, 원래의 급수 {\displaystyle \textstyle \sum _{n=0}^{\infty }x_{n}}가 절대 수렴한다고 한다.

### 성질
하우스도르프 완비 국소 볼록 공간 위의 모든 절대 수렴 급수는 무조건 수렴하며, 특히 (통상적인 의미에서) 수렴한다.:120, §III, Exercise 23, (a) 특히, 프레셰 공간 위의 모든 절대 수렴 급수는 무조건 수렴 및 수렴한다. 유한 차원 하우스도르프 국소 볼록 공간 위의 모든 무조건 수렴 급수는 절대 수렴한다.:120, §III, Exercise 23, (b) 핵(영어: nuclear) 프레셰 공간 위에서 절대 수렴은 무조건 수렴과 동치이며, 비(非)핵 프레셰 공간 위에는 무조건 수렴하지만 절대 수렴하지 않는 급수가 존재한다.:138, §2.9, Theorem 2.9.14:184, §IV.10, (10.7), Corollary 2